# Allocapnia fumosa
Allocapnia fumosa är en bäcksländeart som beskrevs av Ross 1964. Allocapnia fumosa ingår i släktet Allocapnia och familjen småbäcksländor. Inga underarter finns listade i Catalogue of Life.